# Almir dos Santos
Almir Cunha dos Santos (* 4. September 1993 in Matupá, Mato Grosso) ist ein brasilianischer Leichtathlet, der sich auf den Dreisprung spezialisiert hat. 2018 wurde er Vizehallenweltmeister, 2023 Südamerikameister.

## Sportliche Laufbahn
Almir dos Santos stammt aus Zentralbrasilien. Er trat zunächst ausschließlich in Wettkämpfen im Hochsprung an. 2010 wurde er brasilianischer U18-Meister und konnte im Oktober mit übersprungenen 2,005 m bei den U18-Südamerikameisterschaften gewinnen. Ein Jahr später trat er dann auch im Weitsprung an, nachdem er nach Porto Alegre zog, wo er bessere Trainingsbedingungen vorfand. Bei den U20-Südamerikameisterschaften in Medellín wurde er Vierter im Hochsprung.
2012 qualifizierte er sich im Hochsprung für die U20-Weltmeisterschaften in Barcelona. Mit 2,05 m konnte er sich nicht für das Finale qualifizieren und landete am Ende auf dem 26. Platz. Die nächste Saison verpasste er nahezu komplett, nachdem er sich einen Ermüdungsbruch im rechten Fuß zuzog. Seine Verletzungssorgen ließen auch 2014 nicht nach. Während einer Trainingseinheit zog er sich einen Knöchelbruch zu, der ihn zwang, monatelang auf Krücken zu laufen. Es war anschließend der Trainer des Dreisprung-Olympiasiegers von 2008 Irving Saladino, Nelio Moura, der in Absprache mit Trainer Gomes dos Santos’ nahelegte, sich auf den Dreisprung zu fokussieren, so dass er ab 2016 an ersten Wettkämpfen in der neuen Disziplin antreten konnte, zunächst auf nationaler Ebene. Zwischen 2015 und 2017 steigerte er seine Weite um mehr als zwei Meter auf 16,86 m. Im Juni 2017 trat er allerdings im Weitsprung bei den Südamerikameisterschaften in Asunción an, bei denen er den fünften Platz belegte.
2018 gelang ihm international der Durchbruch. Nach mehreren Wettkämpfen, in denen er bereits über 17 Meter sprang, steigerte er sich bei den Hallenweltmeisterschaften in Birmingham auf 17,41 m, mit denen er die Silbermedaille gewann. Er schlug dabei sein Idol Nelson Évora und sprang nur zwei Zentimeter kürzer als Hallenweltmeister Will Claye. Im Mai stellte er bei einem Wettkampf in Frankreich seine Bestweite von 17,53 m auf. 2019 wurde er Vierter bei den Panamerikanischen Spielen in Lima. Beim Saisonhöhepunkt, den Weltmeisterschaften in Doha, gelang ihm mit 16,92 m der Einzug in das Finale. Dort sprang er nach bereits zwei Fehlversuchen allerdings nur knapp über 15 Meter und belegte damit den zwölften und damit letzten Platz. 2019 wurde er zudem erstmals Brasilianischer Meister im Dreisprung.
2021 sprang dos Santos im Mai 17,14 m und qualifizierte sich damit zum ersten Mal für die Olympischen Sommerspiele. Anfang August trat er in der Qualifikation in Tokio an, verpasste mit seiner schwächsten Saisonleistung von 16,27 m allerdings den Einzug in das Finale. Im Februar 2022 gewann er die Silbermedaille bei den Hallensüdamerikameisterschaften in Bolivien. Später im Sommer trat er in den USA zu seinen zweiten Weltmeisterschaften an und erreichte erneut das Finale. Er beendete er mit einer Weite von 16,87 m auf dem siebten Platz. 2023 konnte dos Santos Ende Juli mit neuem Meisterschaftsrekord von 17,24 m zum ersten Mal bei den Südamerikameisterschaften triumphieren. Kurz darauf trat er bei den Weltmeisterschaften in Budapest an. Dort blieb er in der Qualifikation deutlich hinter seiner Weite von den Südamerikameisterschaften zurück und verpasste somit das Finale.
2024 trat dos Santos zunächst im Frühjahr bei den Hallenweltmeisterschaften in Glasgow an. Er erreichte das Finale, in dem er den zehnten Platz belegte. Im Sommer trat er dann bei den Olympischen Sommerspielen in Paris an. Auch dort konnte er in das Finale einziehen und wurde Elfter.
Bei den Leichtathletik-Hallenweltmeisterschaften 2025 kam dos Santos im Dreisprung zunächst auf den dritten Platz, wurde aber einige Stunden später wegen nicht für den Wettkampf zugelassener Schuhe disqualifiziert.

## Wichtige Wettbewerbe
| Jahr                  | Veranstaltung                   | Ort                   | Platz                 | Disziplin             | Weite/Zeit            |
| Startet für Brasilien | Startet für Brasilien           | Startet für Brasilien | Startet für Brasilien | Startet für Brasilien | Startet für Brasilien |
| --------------------- | ------------------------------- | --------------------- | --------------------- | --------------------- | --------------------- |
| 2010                  | U18-Südamerikameisterschaften   | Santiago de Chile     | 1.                    | Hochsprung            | 2,00 m                |
| 2011                  | U20-Südamerikameisterschaften   | Medellín              | 4.                    | Hochsprung            | 2,01 m                |
| 2012                  | U20-Weltmeisterschaften         | Barcelona             | 26.                   | Hochsprung            | 2,05 m                |
| 2017                  | Südamerikameisterschaften       | Asunción              | 5.                    | Weitsprung            | 7,51 m                |
| 2018                  | Hallenweltmeisterschaften       | Birmingham            | 2.                    | Dreisprung            | 17,41 m               |
| 2019                  | Panamerikanische Spiele         | Lima                  | 4.                    | Dreisprung            | 16,70 m               |
| 2019                  | Weltmeisterschaften             | Doha                  | 12.                   | Dreisprung            | 15,01 m               |
| 2021                  | Olympische Sommerspiele         | Tokio                 | 23.                   | Dreisprung            | 16,27 m               |
| 2022                  | Hallensüdamerikameisterschaften | Cochabamba            | 2.                    | Dreisprung            | 16,59 m               |
| 2022                  | Weltmeisterschaften             | Eugene                | 7.                    | Dreisprung            | 16,87 m               |
| 2023                  | Südamerikameisterschaften       | São Paulo             | 1.                    | Dreisprung            | 17,24 m               |
| 2023                  | Weltmeisterschaften             | Budapest              | 21.                   | Dreisprung            | 16,34 m               |
| 2024                  | Hallenweltmeisterschaften       | Glasgow               | 10.                   | Dreisprung            | 16,63 m               |
| 2024                  | Olympische Sommerspiele         | Paris                 | 11.                   | Dreisprung            | 16,41 m               |

## Persönliche Bestleistungen
Freiluft
- Dreisprung: 17,53 m, 12. Mai 2018, Baie Mahault
- Weitsprung: 7,96 m, 2. April 2017, Buenos Aires
- Hochsprung: 2,18 m, 19. Juli 2014, Buenos Aires

Halle
- Dreisprung: 17,46 m, 9. Februar 2019, Kent

## Sonstiges
Almir dos Santos wird in Portugal trainiert.